# Milo Goes To College
Milo Goes To College é o primeiro álbum da banda Descendents, lançado em 1982.

## Arte da capa
A ilustração da capa foi feita por Jeff "Rat" Atkinson, com base em caricaturas anteriores feitas pelo colega de Aukerman na Mira Costa High School, Roger Beuerlein, que descrevia Aukerman como o nerd da classe. Atkinson desenhou várias versões do personagem vestindo camisas diferentes e Stevenson escolheu a versão com a gravata para o seu aspecto colegial.

## Lançamento
Milo Goes to College foi lançado pela New Alliance Records, uma gravadora independente dirigida por D. Boon e Mike Watt da banda punk de San Pedro, Minutemen, que foram contemporâneos do Descendents. O álbum vendeu cerca de mil cópias localmente a partir de seus prensagens iniciais.
Não houve turnê para divulgar o álbum. Com Aukerman na faculdade, os Descendents recrutaram Ray Cooper como cantor e segundo guitarrista e continuaram se apresentando por um tempo em 1982 e 1983. Eles ocasionalmente atuaram como um quinteto quando Aukerman iria se juntar a eles durante suas visitas de regresso a Los Angeles. A banda entraria em hiato nos próximos anos com Stevenson entrando no Black Flag.

## Faixas
1. Myage – 1:59
2. I Wanna Be a Bear – 0:42
3. I'm Not a Loser – 1:28
4. Parents – 1:38
5. Tonyage – 0:56
6. M 16 – 0:43
7. I'm Not a Punk – 1:04
8. Catalina – 1:46
9. Suburban Home – 1:40
10. Statue of Liberty – 1:59
11. Kabuki Girl – 1:10
12. Marriage – 1:39
13. Hope – 2:00
14. Bikeage – 2:14
15. Jean Is Dead – 1:33

## Covers
Algumas bandas que já fizeram regravações de músicas deste CD:
- Voodoo Glow Skulls - I'm Not a Loser
- Sublime - Hope
- Taking Back Sunday - Suburban Home
- MxPx - Suburban Home
- Face to Face - Bikeage
- Baroness - Bikeage
- Strung Out - I'm Not a Loser
- Mike Watt + The Secondmissingmen - Kabuki Girl

## Pessoal

### Descendents
- Milo Aukerman - vocal
- Bill Stevenson - bateria
- Frank Navetta - guitarra
- Tony Lombardo -  baixo

### Produção
- Spot - produtor, engenheiro
- Jeff "Rat" Atkinson - arte da capa